# ARC San Andrés (PO-45)
El ARC San Andrés (PO-45) es un buque patrullero de la armada de Colombia construido en el astillero Zenith Dredge, Minesota, de los cuales se construyeron 39 unidades clase Cactus A WLB, la mayoría sigue en servicio en la Guardia Costera de Estados Unidos.

## Antecedentes
Como USCG Gentian (WLB-290) fue utilizado buque guardacostas adscrito al Caribe, operaba en Panamá, Colombia, Guatemala y México en la lucha contra el narcotráfico. También hacía operaciones conjuntas en rescate y salvamento. En 2006 fue dado de baja en el cuerpo de guardacostas de los Estados Unidos que en 2007, cedió el USCG Gentian a la Armada de Colombia, que lo rebautizó ARC San Andrés.

## Campo de operaciones
El ARC San Andrés tiene asignada la jurisdicción de las islas de San Andrés y providencia, combatiendo el narcotráfico, el contrabando de armamento y el mantenimiento de la soberanía, transporte de víveres y personal.
Fue dado de baja por la Armada de Colombia en el 2023 tras 16 años de servicio, fue hundido recientemente en ejercicios de tiro.